# Тавернола Бергамаска
Таверно̀ла Бергама̀ска (на италиански: Tavernola Bergamasca; на ломбардски: Taernola, Таернола) е село и община в Северна Италия, провинция Бергамо, регион Ломбардия. Разположено е на 191 m надморска височина, на западния бряг на езеро Изео Населението на общината е 2014 души (към 2017 г.).